# 哈罗德·拉塞尔
哈罗德·拉塞尔（英語：Harold Russell，1914年1月14日—2002年1月29日），哈罗德·约翰·艾弗利·拉塞尔（英語：Harold John Avery Russell），是一名在加拿大出生的美国二战老兵。在服兵役期间失去双手后，拉塞尔出演了电影《黄金时代》，该片为他赢得了奥斯卡最佳男配角奖。他是第一个获得奥斯卡表演类奖项的非职业演员。